# Zoche aero-diesel

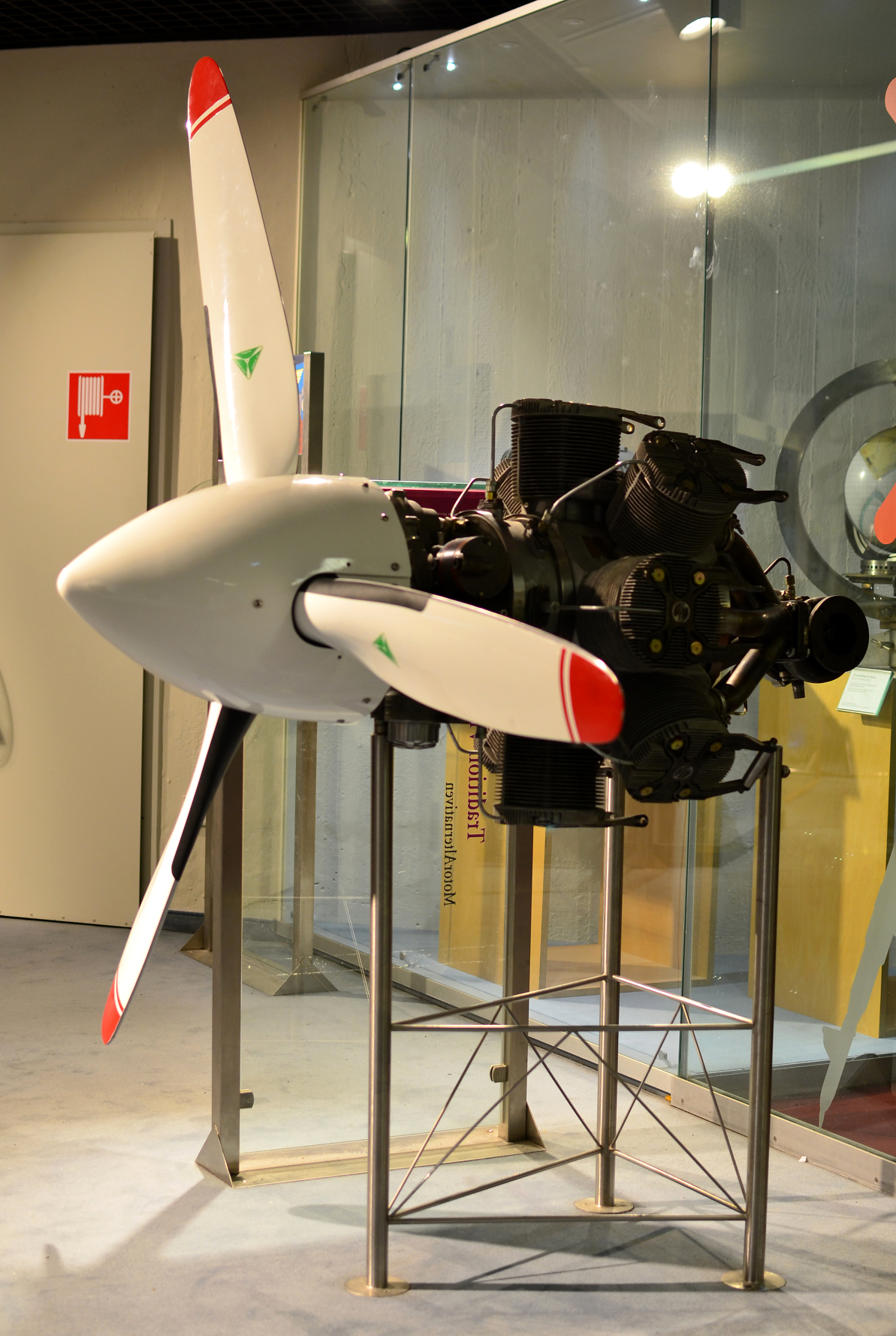
Leichter Dieselflugmotor von Zoche im Deutschen Museum Bonn

Die Zoche aero-diesel ist ein deutsches Unternehmen mit Sitz in München spezialisiert auf Zweitakt-Dieselmotoren für Flugzeuge. Die Motoren sind im Vergleich zu den üblichen Benzin-Flugmotoren leichter, dank kompakter Bauweise als Sternmotor. Für diese neue Bauweise mussten praktisch alle Motorenteile neu entwickelt werden, wofür Michael Zoche 1992 den Philip Morris Forschungspreis erhielt.
Der Motor sollte für die gängigen Flugzeugmodelle von Cessna, Beech oder Mooney musterzugelassen werden. Das europäische Zulassungsverfahren ruht allerdings, da die Firma das Kapital für die extrem umfangreichen (Material-)Prüfungen und Flugtests nicht aufbringen konnte und unüberbrückbare Auseinandersetzungen zwischen Michael Zoche mit dem Luftfahrtbundesamt im Wege standen.

## Produkte
- ZO 01A: 110 kW (150 PS), 4 Zylinder (2660 cm³), 84 kg
- ZO 02A: 220 kW (300 PS), 8 Zylinder (5330 cm³), 123 kg
- ZO 03A: 051 kW (70 PS), 2 Zylinder (1330 cm³), 055 kg

Der spezifische Verbrauch liegt bei ca. 212 g/kWh (75 % max. Dauerleistung).